# Haterk
Haterk (armeniska: Հաթերք; azerbajdzjanska: Həsənriz; ryska: Атерк) är en ort i Azerbajdzjan.   Den ligger i distriktet Kəlbəcər Rayonu, i den centrala delen av landet, 290 kilometer väster om huvudstaden Baku. Haterk ligger 1 120 meter över havet och antalet invånare är 1 531.
Terrängen runt Haterk är kuperad västerut, men österut är den bergig. Runt Haterk är det ganska glesbefolkat, med 32 invånare per kvadratkilometer.. Haterk är det största samhället i trakten. 
Trakten runt Haterk består till största delen av jordbruksmark.